# 里奧烏爾塔多
30°16′S 70°40′W / 30.267°S 70.667°W

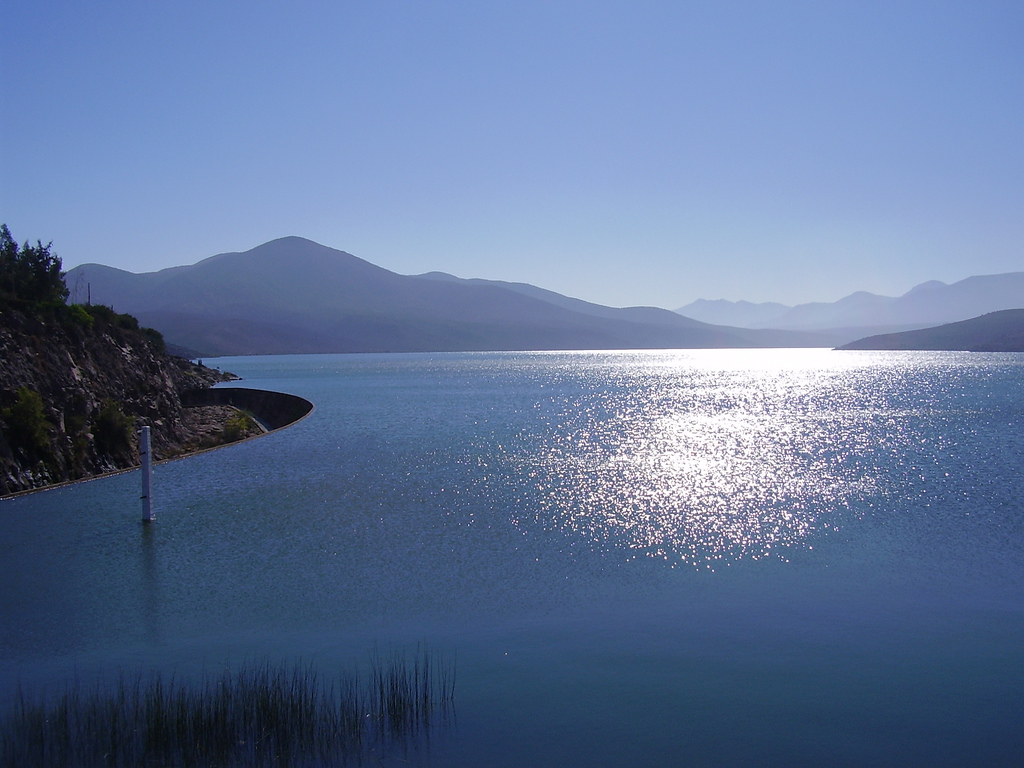

里奧烏爾塔多（西班牙語：Río Hurtado），是智利的城鎮，位於該國中部科金博大區的利馬里省，面積2,117.2平方公里，海拔高度1,332米，2012年人口4,137人，人口密度每平方公里2.0人。